# 耶输陀罗
耶输陀罗（羅馬化：Yaśodharā），又译为耶输多罗、耶惟檀、雅修塔拉，意思是作持誉、持称、俱称、华（花）色，谓其相貌美丽如花，一切美誉美德具足持有；释迦牟尼佛（悉達多太子）之妻，羅睺羅之母。为天臂城主善觉王的公主，根據巴利文獻記載為提婆達多的姊妹（一说为婆私吒族释种大臣摩诃那摩之女），释迦牟尼舅舅的女儿，因此亦為其表姐，两人於其16岁（一说17或18岁）的时候結婚。釋迦牟尼成佛後耶輸陀羅也追隨其出家。

## 生平

### 生下羅睺羅
根據巴利三藏記載，耶输陀罗生下兒子羅睺羅時，悉達多太子聽見這消息後，大喊道:“束縳（Rahu）生起了，枷鎖生起了。”佛陀在當晚立即出走皇宮。因此小孩被命名為羅睺羅（Rāhula），意思就是覆障、束縛。
根據大乘佛教大藏經的記載，太子悉達多出家当晚，耶輸陀羅开始怀孕，6年未分娩（据说罗睺罗前世把老鼠關在洞穴6天，以此因缘得报6年未生），期间宫中议论纷纷。在佛陀悟道的时候，她分娩生下了罗睺罗，大家方信她贞节无失。

### 面見佛陀
根據巴利三藏記載，當耶輸陀羅知道悉達多太子離開皇宮後十分驚訝。在太子出走後，按印度習俗，她可以再婚，也確有幾位王子曾向她求婚，但都被她拒絕了。當她耳聞丈夫苦修時，她卸下身上所有珠寶，穿上簡單的素色衣服，也學丈夫一日食一餐。
當佛陀悟道首次回到迦毗羅衛國時，王宮裡所有人都出去禮拜佛陀，只有耶輸陀羅沒去，她心裡想若她有福，佛陀一定會親自去見她。
佛陀果然去看望她，當佛陀剛坐下，她就恭敬地頂禮佛陀。佛陀說了法，安慰她後，就離開了。
在巴利三藏中，有一首《人中獅子偈》（Narasīho Gāthā），爲耶輸陀羅向羅睺羅述說、形容釋迦佛的雄偉外觀、無上功德。

### 出家證果
佛陀悟道後第五年，淨飯王駕崩，佛陀的繼母摩訶波闍波提以及五百名宫女随佛陀出家，耶輸陀羅也加入了僧團，後來還證得阿羅漢果，具大神通。

### 入滅
耶輸陀羅於78歲那年入般涅槃。

## 其他記載
- 耶輸陀羅的偈陀詩被記載在《譬喻經》中。
- 漢譯《佛说未曾有因缘经》记载，佛陀要目犍連将罗睺罗从宫中带出来修行，耶输陀罗因为骨肉之情，坚决不肯，经佛陀化身点化，终于消歇爱子之情，同意罗睺罗出家（出家时15岁）。
- 北传《妙法蓮華經》〈勸持品第十三〉記載，佛陀向與會眾多比丘弟子授記未來佛號後，耶輸陀羅因未得授記而向佛陀问讯。佛陀授記其於未來世將修菩薩道，於善國成佛。佛號具足千萬光相如來。佛壽無量阿增祇劫[5]。

## 流行文化
- 《佛典故事》（1986年日本OVA動畫）：僅作為無對白配角登場。
- 《佛陀》(2011～2014年日本動畫電影)：能登麻美子（第一部）/嘉數由美（第二部）配音。
- 《釋迦牟尼佛傳》（2013年香港電影）：李伺汶和謝婷婷分別飾演少年和成年耶輸陀羅。
- 《佛陀》（2014年電視劇）：卡潔兒·傑恩（Kajal Jain）和安娜亞·阿加瓦爾（Ananya Agarwal）分別飾演成年和幼年耶輸陀羅。

## 引用來源
1. ↑   謝清煌. . 台北縣永和市: 陽銘出版社. 1994-02: 44. ISBN 957-767-028-8 （中文（繁體））.
2. ↑  K.T.S. Sarao. . 中華佛學學報 (臺北: 中華佛學研究所). 2004年, (第17期)  [2019-02-05]. ISSN 1017-7132. （原始内容存档于2021-01-29）.
3. ↑  . Dictionary of Pali Names.   [2019-02-05]. （原始内容存档于2021-04-11）.
4. ↑  马来西亚佛曲歌手黃慧音曾譜成《人中獅子偈》
5. ↑  . . 大正新脩大藏經. No.0262 (東京: 大藏出版株式會社). 1988  [2017-10-18]. （原始内容存档于2018-07-19）. 爾時羅睺羅母耶輸陀羅比丘尼作是念：「世尊於授記中，獨不說我名。」佛告耶輸陀羅：「汝於來世百千萬億諸佛法中修菩薩行，為大法師，漸具佛道。於善國中當得作佛，號具足千萬光相如來、應供、正遍知、明行足、善逝、世間解、無上士、調御丈夫、天人師、佛、世尊。佛壽無量阿僧祇劫。」